# Округ Грин (Ајова)
Округ Грин (енгл. Greene County) је округ у америчкој савезној држави Ајова.

## Демографија
По попису из 2010. године број становника је 9.336, што је 1.03 (-9,9%) становника мање 2000. године.
| Група             | 2000.          | 2010.         |
| Белци             | 10.094 (97,4%) | 9.017 (96,6%) |
| Афроамериканци    | 15 (0,1%)      | 26 (0,3%)     |
| Азијати           | 25 (0,2%)      | 30 (0,3%)     |
| Хиспаноамериканци | 172 (1,7%)     | 171 (1,8%)    |
| Укупно            | 10.366         | 9.336         |